# Wachsstock

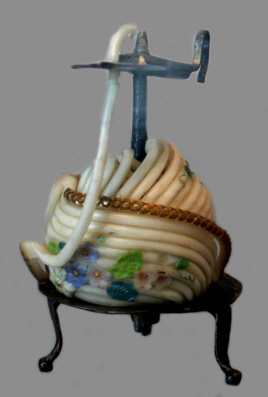
Wachsstockhalter mit Wachsstock; Süddeutschland, Mitte 19. Jahrhundert. (Landesmuseum Württemberg, Außenstelle Museum für Volkskultur in Waldenbuch.)

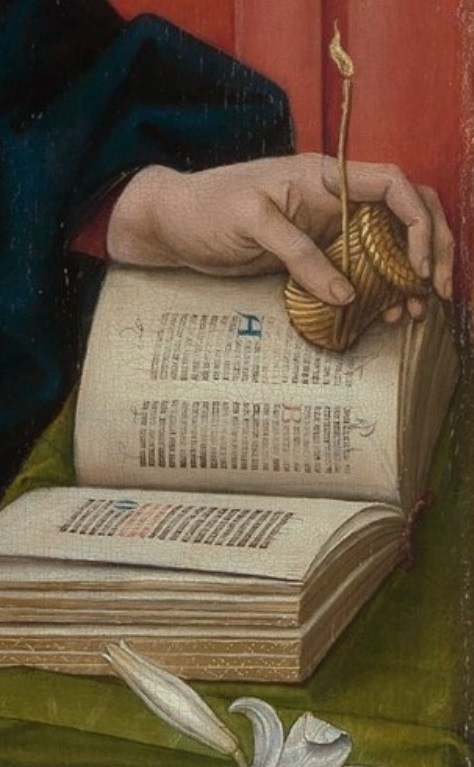
Wachsstock in Form einer Spule. Detail aus Hans Memling, Verkündigung, ca. 1465-1470, Öl auf Holz, 186,1 × 114,9 cm, Metropolitan Museum of Art (New York)

Ein Wachsstock oder Wachsstöckl stellt eine heute kaum noch gebräuchliche, sehr dünne Sonderform der Kerze dar, der als kranzförmig o. ä. zusammengewickelte Meterware im Handel war und auf speziellen Wachsstockhaltern benutzt wurde. Da er aufgrund des recht unausgewogenen Docht-Wachs-Verhältnisses leicht rußte, war es sinnvoll, immer eine Dochtschere zur Hand zu haben.
Bis ins 19. Jahrhundert wurde der Begriff generell als Synonym für Kerze gebraucht; auf Lateinisch heißt der Wachsstock cereostata, woraus sich der heute übliche Begriff Kerze herausgebildet hat.
In Wallfahrtsorten gibt es mancherorts noch heute ein reichhaltiges Angebot solcher schnurförmiger Kerzen als kunstvoll ausgestaltete Devotionalie, z. B. mit einem aus Wachs modellierten und bemalten Porträt des örtlichen Heiligen verziert. Sie dienen weniger dem Gebrauch denn als Wallfahrtserinnerung und Schauobjekt für den heimischen Herrgottswinkel.
Vor allem im katholisch geprägten süddeutschen und österreichischen Raum gab es früher den Brauch, zu Mariä Lichtmess (2. Februar) der Braut, den Töchtern und auch den weiblichen Dienstmägden Wachsstöcke zu schenken. Diese Lichtmess-Wachsstöcke wurden, da es damals noch kein elektrisches Licht gab, in der dunklen Jahreszeit zur Morgen- und Abendandacht in die Kirche mitgenommen und dort angezündet, um im Gesangbuch lesen zu können.
Noch heute werden in Frankreich kurze Wachsstöcke, die nur 30 Sekunden lang brennen, für sogenannte Kerzenauktionen bei der Versteigerung von Immobilien benutzt. 
Als Ausgangsmaterial für Wachsstöcke dient neben Wachs auch Paraffin oder eine Mischung aus Wachs, Talg, Fichtenharz und Terpentin.

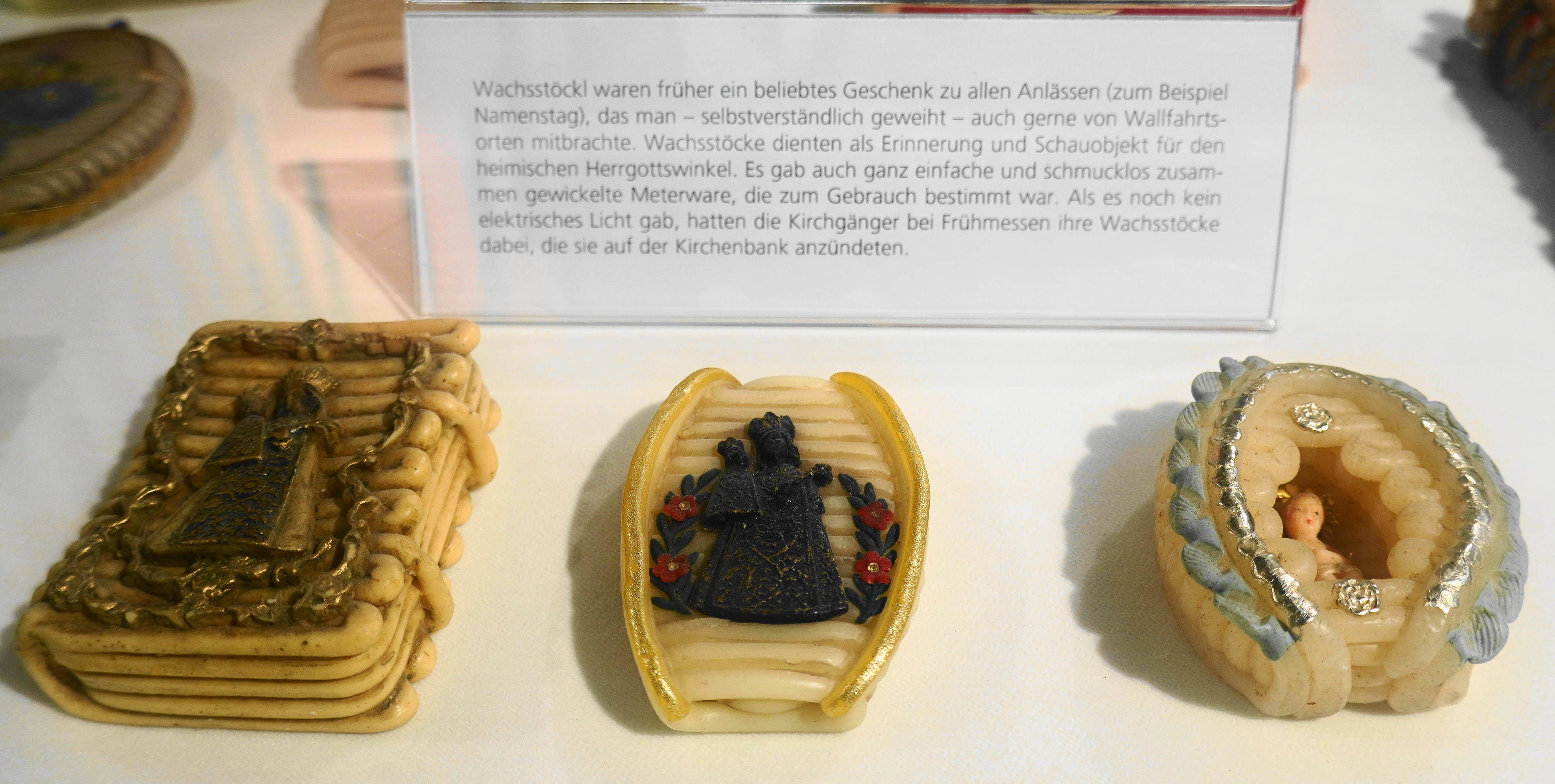
Wachsstöcke ausgestellt in Österreich

## Ähnlichkeiten
Es bestehen Ähnlichkeiten zum Newweling, der in Mainz an Allerheiligen und Allerseelen Verwendung findet, und den jüdischen Hawdala-Kerzen.